# Berufjörður (Nordwestisland)
Der Berufjörður ist ein etwa fünf Kilometer langer Fjord im Bezirk Austur-Barðastrandarsýsla in Nordwestisland. Er ist ein östlicher Ausläufer des Breiðafjörður.
Der Fjord liegt in den südlichen Westfjorden (Barðarstrandasysla).
Die Halbinsel Reykjanes (Breiðafjörður) trennt den Fjord von einem anderen Arm des Breiðafjörður, dem Þorskafjörður. Der kleine Ort Reykhólar liegt auf der Halbinsel und an der Mündung dieses Fjords in den größeren Berufjörður.
Die Form der Berge wird durch die Nähe eines Zentralvulkans, des Króksfjarðar-Vulkans, aus dem Tertiär bestimmt. Man findet viel Rhyolithgestein. Andererseits wurden die Berge hier aber in der späteren Eiszeit sehr stark durch Gletschererosion abgeschliffen, so dass sie nicht so hoch aufragen. Die Intrusionsschlote der Vaðalfjöll reichen bis in etwa 500 Meter ü. M. hinauf.
Der dichte Bewuchs mit Zwergbirken verhindert hier rund um diese Berge und auch auf der Halbinsel Reykjanes häufig, dass man die auf das Rhyolith verweisende Farbe des Bodens weithin erkennen kann.